# Farwell (Nebraska)
Farwell je selo u američkoj saveznoj državi Nebraska. Prema popisu stanovništva iz 2010. u njemu je živjelo 122 stanovnika.